# 国際社会学
国際社会学（こくさいしゃかいがく、sociology of transnational relations, transnational sociology, global sociology）とは社会学の一分野。

## 概要
この分野の先駆者は馬場伸也であり、馬場は国際社会学を、以下の2つに分けられるとした。
1. 国際・社会学
2. 国際社会・学（学際）

1.は、国際関係や民族関係を社会学的に分析するものである。ここでいう「国際」とはinternational（国際関係）に限らず、transnational（脱国家関係）、global （地球関係）などの多義的な意味を持つ。難民・移民の問題やNGO、開発援助分析など多方面に渡る。
2.は、国際社会を一つの有機体と捉え、それ自体を分析の把握対象とする。世界システムや、地域統合が分析対象となる。

## 特徴
国際社会学の要諦は、近代国民国家（Nation States）の相対化である。国際社会というアナーキーな社会状況において、その主要な構成主体はフランス革命以後、国民国家である。これは欧米で相次いで先駆けて建設され、第一次世界大戦、第二次世界大戦を経てアジア諸国でも相次いで国民統合・国民国家の建設が進められた。議論によっては、アフリカは現在において、この過程の最中にあるとする者もいる。
国際社会学は、国際政治学や国際経済学が分析対象とし切れないような、国家を超える様々な動きを研究の対象としている。例えば、国際移動（いわゆる移民研究）、エスニシティ・民族、文化、開発、ジェンダー、環境などである。もっとも、これらは国際社会学に固有な対象ではない。政治学・経済学・人類学（ただし、人類学は、社会学の手法を非西洋社会で実践している“社会学の亜種”に過ぎないという説もある）などの隣接社会科学領域においても十分に研究対象とされているし、社会学そのもののアプローチからも漏れない。ただし権威の配分という観点から社会分析を行う政治学や、富・資源の分配という観点から社会分析を行う経済学とは異なり、社会学は集団や組織、あるいは個人のあいだで成立する様々な関係性・集団性に関心を寄せる。そして、その中で、国際社会学は特に国家を超えるヒト・モノ・カネ・情報の動き・関係・つながりを重視する。
昨今急速に進んでいるとみられるグローバリゼーションは、他の社会科学同様に、国際社会学にとっても主要な関心事である。これを国際経済学のように国際貿易の機会の拡大または経済格差の拡大と見るのとは違い、国際社会学は、過去と比較して国民国家の機能不全・低下があることや、多国籍企業・NGO・NPOなどの諸集団形態が国家・国境を越える紐帯をどのように形成しており、その質的特徴はどのような点にあるのかを分析する。
いずれにせよ、国家を超えたヒト・社会の集団・組織の類型を定義し、実証的に各国家・各地域という水平的広がり、あるいは家族・地方共同体・企業・都市・村落および農村・国家・国際社会（アナーキーな社会）といった垂直的広がりを視野にいれて研究を行う。
この分野については、国際社会学講座をおいて研究しているのは日本では一橋大学が代表的であり、この他にもまだ僅かにしか存在しない。（東京大学においては国際社会学の独立講座はない）とはいえ、国際関係論の枠組みで、国際社会研究・教育を行っている大学機関まで含めると、少なくないと言える。

## 研究対象の例
- エスニシティ
- ナショナリズム
- グローバリゼーション
- 少数民族

## 国際社会学部を設置する大学
- 学習院大学
- 東京外国語大学
- 東洋英和女学院大学
- 長崎県立大学
- 共愛学園前橋国際大学

## 文献
- 馬場伸也『アイデンティティの国際政治学』（東京大学出版会、1980年）
- 梶田孝道編『新・国際社会学』（名古屋大学出版会、2005年）